# Fedora Alemán
Fedora Alemán (Caracas, 11 de outubro de 1912-Ibídem, 6 de fevereiro de 2018) foi uma cantora soprano venezuelana.

## Biografia
Fedora estudou na Escola de Música e Declamación, em Caracas, e completou sua formação no canto com Alfred Hollander em Nova York. Também suas primeiras gravações foram para a RCA Victor. Em 1936, estreia no Teatro Municipal de Caracas.
Realizou giras de concertos através dos EUA até Rio de Janeiro, e em 1951 pelo Caraíbas. Em 1954, participou o Primar Festival de Música Latinoamericana de Caracas, cantando Bachianas Brasileiras de Heitor Villa-Lobos, que declarou era a melhor intérprete desse trabalho. Em 1956, cantou Lucy da ópera de Gian Carlo Menotti:  A chamada, ou O amor a três.
Após aparecimentos em Niza e Paris, viajou em 1964 a Israel, onde apareceu em Jerusalém e em Tel Aviv. Ao ano seguinte, cantou a estreia mundial de Quatro canções sefardíes de Joaquín Rodrigo no Ateneo de Madrid e no paraninfo da Universidade Complutense de Madrid. Em 1971, recebeu o primeiro prêmio no Certosa Festival de Itália. Em 1974 foi eleita Mulher do Ano em Venezuela. Em 1977 recebeu o Prêmio Nacional de Música, e em 1992 a Ordem Andrés Belo. A Universidade Simón Bolívar registou-a como "pioneira do canto lírico em Venezuela"; e, foi professora de música a partir de 2006, com um doctorado honoris causa.
A Fedora renomeados compositores dedicaram-lhe delicado trabalhos, incluindo Pelos caminhos de Zorca e Petrea de Branca Estrela de Méscoli, A renúncia de Antonio Estévez, Voas ao fim de Moisés Moleiro, Canção a Fedora de José Reina, Giraluna longínqua de Inocente Carreño, Alma não me digas nada de Ana Mercedes Asuaje de Rugeles e Pássaro do água de Joaquín Rodrigo.
Em 1989, retirou-se dos palcos. Em 1990 fundou junto à soprano venezuelana Lotty Ipinza em Caracas a Oficina de Técnica Vogal Fedora Alemão, inicialmente dirigido a aspirantes a cantores líricos, de escassos recursos económicos e actualmente para estimular a participação daqueles jovens atraídos pelo canto.
Casada com o violinista estadounidense Mario dei Pólo teve dois filhos: o biólogo Reinaldo Víctor dei Pólo e o violista Frank dei Pólo quem, junto ao maestro José Antonio Abreu, é cofundador do Sistema Nacional de Orquestras Juvenis de Infantis de Venezuela (1975).
Disse, a crítica Ana Mercedes Asuaje de Rugeles (1914-2012): 
Hoy, la majestad de Fedora con su otoñal belleza es como un inmenso relicario que guarda tesoros invalorables, conquistados en este tránsito irreversible que es vivir. Su presencia ilumina los espacios, cantando o callada siempre será Fedora, la sin par Fedora. Quédate así, amiga, mucho tiempo todavía.
Faleceu a 6 de fevereiro de 2018, de causas naturais, à idade de 105 anos.

## Honras
- Diretora de Música da Fundar-te.
- Diretora Musical do Museu do Teclado.
- Presidente do Conselho Nacional da Arte Lírico.
- Mestre Honorária de Unearte.
- Membro da Junta Directiva da Fundação Musical “Simón Bolívar”.

### Eponimia
- Lotty Ipinza funda a Oficina de Técnica Vogal Fedora Alemão.[10]

- Sala Fedora Alemão, da Fundação Simón Bolívar.[11]